# Roy Thomas
 (juillet 2017).
Si vous disposez d'ouvrages ou d'articles de référence ou si vous connaissez des sites web de qualité traitant du thème abordé ici, merci de compléter l'article en donnant les références utiles à sa vérifiabilité et en les liant à la section « Notes et références ».
Pour les articles homonymes, voir Thomas.
Roy Thomas est un scénariste et éditeur américain de bandes dessinées. Il est né le 22 novembre 1940 à Jackson (Missouri).

## Biographie
Roy Thomas entame sa carrière en écrivant des lettres à Julius Schwartz et Gardner Fox, alors respectivement éditeur et auteur de Justice League of America. Cela amène Thomas à écrire des articles pour Alter Ego (en), fanzine spécialisé dans la bande dessinée des années 1930 et 1940, dont il envoie des exemplaires gratuits aux éditeurs. Il reçoit une offre d'emploi de Mort Weisinger, alors éditeur de la gamme de comics Superman chez DC Comics, qui lui propose de travailler pour lui en tant que stagiaire. Roy Thomas a plus tard fait le récit de ce moment chez DC. Il accepte avec enthousiasme et Weisinger lui envoie une avance sur son salaire pour qu'il puisse se payer un billet d'avion pour New York. Fin juin 1965, Thomas arrive au Standard Brands Building, siège de DC/National et commence à travailler pour Weisinger. Très rapidement, il se rend compte que Weisinger mène la vie dure à ses stagiaires (Roy avait été embauché pour succéder à E. Nelson Bridwell, renvoyé par Weisinger). Arrogant et méprisant, Weisinger attendait la perfection de la part de ses stagiaires et ne supportait pas la moindre erreur. Cette vision de Weisinger a été confirmé par Jim Shooter qui a aussi travaillé pour DC. Thomas cherche une porte de sortie et, le 9 juillet, il déjeune avec Stan Lee, éditeur de Marvel Comics, qui lui propose de venir travailler pour Marvel comme auteur.
Thomas commence à travailler aussitôt pour Marvel (en apprenant qu'il partait pour Marvel, Weisinger traite Thomas d'espion et le fait jeter dehors[réf. nécessaire]) et c'est avec Marvel que Thomas connaît son plus grand succès professionnel. Assimilant rapidement les méthodes de travail originales de Stan Lee, Thomas devient son second et commence à travailler sur les différents comics de Marvel (Daredevil, Iron Man…).  Il est surnommé par Stan Lee « Rascally Roy Thomas »
(« rascally » signifiant « coquin » en anglais). Thomas remplace Lee comme auteur du comic Avengers. Connaissant l'histoire de l'univers Marvel sur le bout des doigts, Thomas intègre dans cet univers les héros des années 1930 et 1940 sur lesquels Marvel avait les droits. Il crée ainsi les Envahisseurs, comic narrant les aventures de Captain America, Namor et la Torche humaine pendant la Seconde Guerre mondiale.
En 1972, Martin Goodman, président de Marvel Comics, prend sa retraite après avoir vendu la maison d'édition en 1968 à la Perfect Film & Chemical Corporation. Stan Lee est alors nommé directeur de la publication et laisse sa place à Roy Thomas devient éditeur en chef. Parallèlement, la série Conan, écrite par Thomas et dessinée par Barry Windsor-Smith, remporte un succès énorme.
En 1981, Thomas se dispute avec Jim Shooter, l'éditeur de Marvel Comics à l'époque, et retourne travailler pour DC Comics où il relance Justice Society of America et crée Infinity Inc. avec Jerry Ordway. Une fois Shooter parti de Marvel, Thomas recommence à travailler pour ses comics, parfois aidé par sa femme Dann. 
En août 1981, Roy Thomas crée le magazine Arak (Arak (comics) (en)).
Roy Thomas a également écrit pour le cinéma et la télévision, principalement dans le domaine de l'heroic fantasy. Il est ainsi le co-auteur du scénario de Tygra, la glace et le feu (1983) et du sujet de Conan le Destructeur (1984) pour le grand écran. Il a aussi contribué aux dessins animés Arok le barbare (1981) et Conan l'aventurier (1992) et a co-écrit un épisode de la première saison de la série télévisée Xena, la guerrière (Méfie-toi des Grecs, 1996).
Thomas commence à prendre ses distances avec DC et Marvel pendant les années 1990. Il réside actuellement[Quand ?] en Caroline du Sud, où il est éditeur d'un nouveau Alter Ego, qui est devenue une revue de référence (récompensée en 2007 par un prix Eisner) en ce qui concerne le Golden Age et le Silver Age des comics.

## Œuvres
- Conan
  - Tome 9 Les sorciers de Yimsha, inspiré du Le Peuple du cercle noir (The People of the Black Circle (en)) de Robert E. Howard

## Récompenses
- 1963-1966 : six prix Alley dans les catégories « fan » ou « amateur »
- 1970 : prix Alley du meilleur scénariste
- 1972 : prix Shazam du meilleur scénariste réaliste
- 1974 :  prix du scénariste étranger au festival d'Angoulême
- 1974 : prix Shazam de la meilleure histoire pour « Song of Red Sonja » dans Conan the Barbarian n°24 (avec Barry Windsor-Smith)
- 1974 : prix Inkpot
- 1975 : prix Shazam de l'accomplissement supérieur individuel
- 1977 :  Prix Eagle du meilleur scénariste de comic book
- 1979 :  Prix British Fantasy de la meilleure bande dessinée pour Savage Sword of Conan n°30 : The Scarlet Citadel (avec Frank Brunner)
- 1980 :  Roll of Honour des prix Eagle
- 1996 :  Prix Haxtur de l'« auteur que nous aimons », pour l'ensemble de sa carrière
- 2011 : Temple de la renommée Will Eisner
- 2015 :  Prix Peng ! de la meilleure littérature secondaire pour 75 Jahre Marvel